# Pablo Nieva
Pablo Ariel Nieva (Buenos Aires, 5 de noviembre de 1979) es un futbolista argentino. Juega de defensa y su actual equipo es el Midland de la Primera C del fútbol Argentino. Actualmente es preparador físico del Güemes Juniors, en divisiones formativas y primera división.

## Clubes
| Club                 | País      | Año       |
| -------------------- | --------- | --------- |
| Almirante Brown      | Argentina | 1996-1998 |
| Cañuelas             | Argentina | 1998-1999 |
| Deportivo Flandria   | Argentina | 1999-2000 |
| Deportivo Laferrere  | Argentina | 2000-2002 |
| Real Potosí          | Bolivia   | 2003      |
| Tigre                | Argentina | 2004-2006 |
| Nueva Chicago        | Argentina | 2006-2007 |
| Instituto de Córdoba | Argentina | 2007-2008 |
| Platense             | Argentina | 2009-2010 |
| Crucero del Norte    | Argentina | 2010      |
| Guillermo Brown      | Argentina | 2011      |
| Los Andes            | Argentina | 2011-2013 |
| Deportivo Laferrere  | Argentina | 2013-2016 |
| Midland              | Argentina | 2016      |

### Como entrenador
| Club                | País      | Año           | PJ | PG | PE | PP | GF | GC | DG | EF%    |
| ------------------- | --------- | ------------- | -- | -- | -- | -- | -- | -- | -- | ------ |
| Deportivo Laferrere | Argentina | 2025-presente | 29 | 9  | 12 | 8  | 33 | 30 | +3 | 44.83% |
| Total               | Total     | Total         | 29 | 9  | 12 | 8  | 33 | 30 | +3 | 44.83% |

## Palmarés
| Título                  | Club                | País      | Año  |
| ----------------------- | ------------------- | --------- | ---- |
| Primera C               | Deportivo Laferrere | Argentina | 2002 |
| Primera B Metropolitana | Tigre               | Argentina | 2005 |
| Torneo Argentino A      | Guillermo Brown     | Argentina | 2011 |